# Kris Boyd
Kris Boyd, född 18 augusti 1983 i Irvine i Ayrshire, är en skotsk fotbollsspelare, forward. Han spelar sedan 2014 för Rangers. Han har tidigare spelat för bland andra Kilmarnock och Middlesbrough. Boyd spelade även i Skottlands landslag men slutade 11 oktober 2008.
Efter att Craig Levein blev förbundskapten för Skottland år 2009, förklarade Boyd att han var redo att spela för Skottland igen.